# Peter Chao Yung-Chi
Peter Chao Yung-Chi (ur. 28 marca 1973 w Taizhong) – tajwański duchowny rzymskokatolicki, biskup pomocniczy Tajpej od 2025.

## Życiorys
Święcenia kapłańskie otrzymał 3 lutego 2001 i został inkardynowany do diecezji Jiayi.
5 lutego 2025 papież Franciszek mianował go biskupem pomocniczym Tajpej, ze stolicą tytularną Rusguniae. Sakry udzielił mu 3 kwietnia 2025 arcybiskup Thomas Chung An-zu.